# 奧沃納科 (伊利諾伊州)
奧沃納科（英語：Owaneco）是位於美國伊利諾伊州克里斯蒂安縣的一個村落。

## 地理
奧沃納科的座標為39°28′56″N 89°11′37″W / 39.48222°N 89.19361°W，而該地最高點為海拔高度188米（即617英尺）。

## 人口
根據2010年美國人口普查的數據，奧沃納科的面積為1.19平方千米，當中陸地面積為1.19平方千米，而水域面積為0.00平方千米。當地共有人口239人，而人口密度為每平方千米200人。